# 7. Międzynarodowy Festiwal Filmowy w Cannes
7. Festiwal Filmowy w Cannes odbył się w dniach 25 marca–9 kwietnia 1954 roku. Imprezę otworzył pokaz francuskiego filmu Wielka gra w reżyserii Roberta Siodmaka.
Jury pod przewodnictwem francuskiego reżysera i pisarza Jeana Cocteau przyznało nagrodę główną festiwalu, Grand Prix, japońskiemu filmowi Wrota piekieł w reżyserii Teinosuke Kinugasy.

## Jury Konkursu Głównego
- Jean Cocteau, francuski reżyser i pisarz − przewodniczący jury[2]
- Jean Aurenche, francuski scenarzysta
- André Bazin, francuski krytyk filmowy
- Luis Buñuel, hiszpański reżyser
- Henri Calef, francuski reżyser
- Guy Desson, francuski polityk
- Philippe Erlanger, francuski pisarz
- Michel Fourré-Cormeray, dyrektor Francuskiego Narodowego Centrum Kinematografii
- Jean-Pierre Frogerais, francuski producent filmowy
- Jacques Ibert, francuski kompozytor
- Georges Lamousse, francuski polityk
- André Lang, francuski pisarz i krytyk filmowy
- Noël-Noël, francuski aktor i scenarzysta
- Georges Raguis, przedstawiciel związków zawodowych